# Harald Anton Schumacher
Harald Anton Schumacher (Düren, 6. ožujka 1954.) je kontroverzni, ali nadasve učinkovit njemački nogometni vratar. Branio je i bio kapetan njemačke reprezentacije u 80-im godinama 20. stoljeća.

## Ozloglašenost
Schumacher će najviše ostati zapamćen u nogometnoj povijesti po, prema mnogima, najtežem prekršaju u povijesti nogometa. Naime, Francuz Patrick Battiston je pokušao doći do lopte u polufinalu SP-a 1982. Schumacher mu je otišao u putanju izašavši iz svojeg peterca i bacio se na Battistona udarivši ga laktom i koljenom u letu. Battiston je ostao u nesvijesti s nekoliko slomljenih zubi i oštećenom kralježnicom. 
Sudac nije dosudio prekršaj, te je dosudio loptu za Nijemce. Francuskim liječnicima nije bilo dozvoljeno da uđu u teren iduće 3 minute. Sudac je mislio da je Battiston pao namjerno s namjerom da izbori jedanaesterac za svoju momčad.
Kasnije je Schumacher odgovorio na optužbe u kontroverznoj autobiografiji Anpfiff, napisavši kako sudac nije ništa svirao, pa je nedužan. U toj priči o sebi je optuživao brojne kolege iz reprezentacije i pokušavao ih kompromitirati. Zbog toga je izbačen iz reprezentacije i iz kluba u kojem je dugo branio, 1. FC Köln.

## Uspjesi u karijeri
Osvojio je EP 1980. s njemačkom reprezentacijom, te izgubio oba finala Svjetsko prvenstvo u nogometu; SP-a 1982. od Talijana i SP-a 1986. od Argentinaca.

## Zanimljivosti o njemu
Schumacherov nadimak Toni potječe od Tonija Tureka, vratara tadašnjeg pobjednika Njemačke na SP-u 1954.
Još je neoboren rekord u FC Kölnu po ukupnom broju nastupa za klub, koji je postavio, naravno, Harald.
Što se tiče vratarskog umijeća, bio je jedan od rijetkih vratara koji je mogao baciti loptu duboko u protivničku polovicu igrališta.

## Vanjske poveznice
- Tko je tko u Leverkusenu